# Veliki Boč
Veliki Boč je naselje v Občini Selnica ob Dravi, del naselja oziroma istoimensko naselje pa leži tudi na avstrijski strani meje (nem. Grosswalz).